# Nachrichten (Zeitung)
Nachrichten war eine sowjetische deutschsprachige Tageszeitung aus der Wolgadeutschen Republik. Sie war ein Organ der KPdSU und erschien von 1918 bis 1941.

## Geschichte

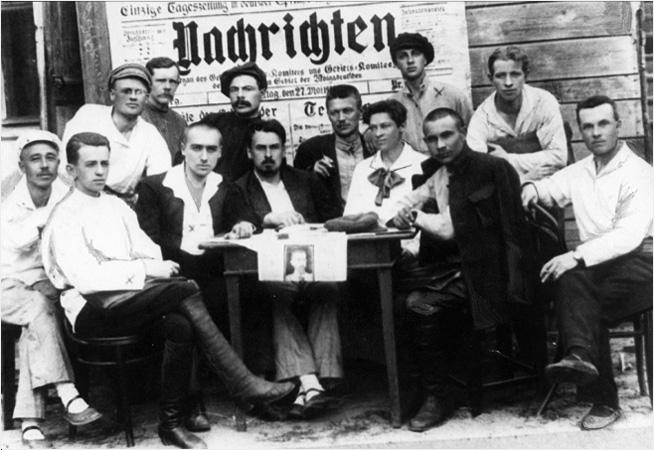
Die Redaktion im Jahr 1923

Die Zeitung erschien erstmals im März 1918 unter dem Namen Vorwärts und wurde vom deutschen Kommissariat in Saratow herausgegeben. Ein Jahr später wurde Vorwärts mit dem seit 1916 in Katharinenstadt erscheinenden Blatt Kommunist zusammengeführt. Die Zeitung wurde daraufhin in „Nachrichten“ umbenannt, die Auflage zu diesem Zeitpunkt betrug etwa 2.500. 1922 zog die Redaktion von Saratow nach Kosakenstadt (das heutige Engels) um, die Erscheinungsweise wurde auf täglich umgestellt.
In den Folgejahren stieg die Auflage stark an, musste jedoch auf Grund von Papierknappheit im Jahr 1931 auf einen Wert von etwa 25.000 beschränkt werden.
Mit dem Beginn der deutschen Invasion auf die Sowjetunion 1941 änderte sich die Lage für die Wolgadeutschen dramatisch. Die Wolgadeutsche Republik wurde aufgelöst, deren deutschstämmige Bewohner nach Zentralasien und Sibirien deportiert. Am 30. August 1941 druckte das Blatt noch den Erlass „Über die Übersiedlung der Deutschen, die in den Wolgarayons wohnen“ des Präsidiums des Obersten Sowjets ab. Danach wurde die Zeitung aufgelöst.